# Nyx
Nyx (genitiv Nykty, starořecky νύξ Núx, latinsky Nox) je v řecké mytologii personifikace noci náležící mezi prvotní božstva. V některých pramenech je popisována jako okřídlená či jedoucí na černě zahaleném voze doprovázeném hvězdami. Na Kypselově truhle byla zobrazena držící v náručí své syny Hypna a Thanata, spánek a smrt, v podobě malých chlapců.
Podle Hésiodovy Theogonie se zrodila společně s Erebem „Temnotou“ z Chaosu a poté se svým bratrem zplodila Aithéra „Jasné nebe“ a Héméru „Den“.  Podle Bakchylida zplodila Nyx Hémeru společně s Chronem. Podle Homéra má moc nad bohy i lidmi a dokonce i sám Zeus se jí obává. V pozdějších římských zdrojích, konkrétně u Ovidia a Gaia Valeria Flacca, je zmiňována jako bohyně spojená s čarodějnictvím.
Zeus potom se vzbudil a zuřil,
smýkal v paláci bohy a především po mně (Hypnovi) se sháněl,
byl by mě z nebeských výšin Zeus beze stop do moře svrhl,
mne však spasila Noc, jež nad bohy vládne i lidmi;
k té jsem jak prosebník prchl – i ustoupil Zeus, ač zuřil,
neboť se ostýchal provést čin nelibý kvapivé Noci.
Homér, Ílias 14, 231
Vystupuje také v různých textech spojovaných s orfismem. Podle Aristofanovy hry Ptáci na počátku existoval Chaos, Erebos, Tartaros a konečně Nyx s černými křídly. Ta v nekonečných hlubinách Erebu snesla vejce bez zárodku, z kterého se poté, co přešly věky, zrodil prvotní Erós. V jiných pramenech je naopak dcerou Eróta-Fana či matkou Astra Planeta „Planet“.
Byl nejprve Chaos a pravěká Noc
a temnoty, Tartaros širý,
a nebylo nebe ni země ni vzduch.
Tu v klíně nesmírných Temnot
se pohnula černavokřídlá Noc
a prvotní zrodila vejce,
a z tohoto vejce, jak ubíhal čas,
pak vypučel toužebný Eros:
zář perutí zlatých mu zdobila šíj,
byl podoben vichřice vírům.
S ní v rozlehlém Tartaru za noční tmy
se spojil kdys perutný Chaos,
a z tohoto spojení vznikl náš rod,
my první jsme spatřili světlo!
Rod nesmrtných bohů se nezjevil dřív,
než Eros v lásce vše smísil.
Aristofanés, Ptáci, překlad Ferdinanda Stiebitze
Nejsou doloženy žádné chrámy, které by byly zasvěceny Nyktě, ale je známo několik jejích soch a v pramenech je zmiňováno několik kultovních praktik s ní spojených. Pausaniás ve své Cestě po Řecku zmiňuje její orákulum na megarské akropoli, společně s chrámem Dionýsa Nyktelia „nočního“, Afrodité Epistrofie a Dia Konia, a její sochu v Efesu. Z doby římské je zmiňována oběť Nyktě prováděná 9. května o Lemuriích a sloužící k umlčení mrtvých, Publius Papinius Statius zmiňuje oběť černých býků Nyktě a Vulcanovi.

## Potomstvo
Kromě výše zmíněných potomků byly Nyktě připisovány i další děti. Podle Hésióda zplodila bez partnera:
- Moros „zkáza, zhouba“
- Kér „smrt, zkáza“ a Kéres „smrti, záhuby“
- Hypnos „spánek“
- Oneiroi „sny“
- Mómos „hanba, výčitka“
- Oizys „žal, trápení“
- Hesperidky „večerní“
- Moiry „sudičky“
- Nemesis „pomsta“
- Apaté „klam, podvod“
- Afatés „láska, náklonnost, soulož“
- Geras „stáří“
- Eris „svár“

V jiných pramenech jsou jako její dcery uváděny především Erínye, Bakchylidés označuje jako její dceru Hekaté.